# Eupariambus fallax
Eupariambus fallax is een vlokreeftensoort uit de familie van de Caprellidae. De wetenschappelijke naam van de soort is voor het eerst geldig gepubliceerd in 1957 door K.H. Barnard.